# Paolo Zuccarelli
 (mars 2015).

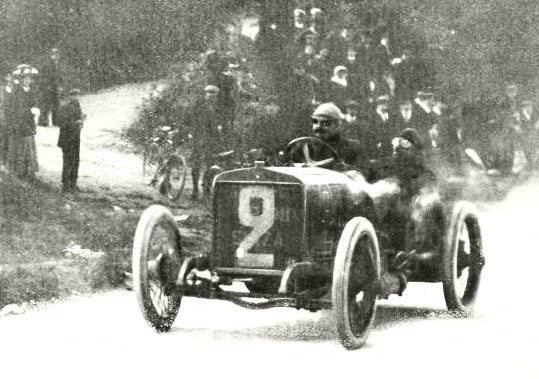
Paul Zuccarelli vainqueur de la Coupe des Voiturettes 1910 à Boulogne sur Hispano-Suiza type Alphonse XIII.

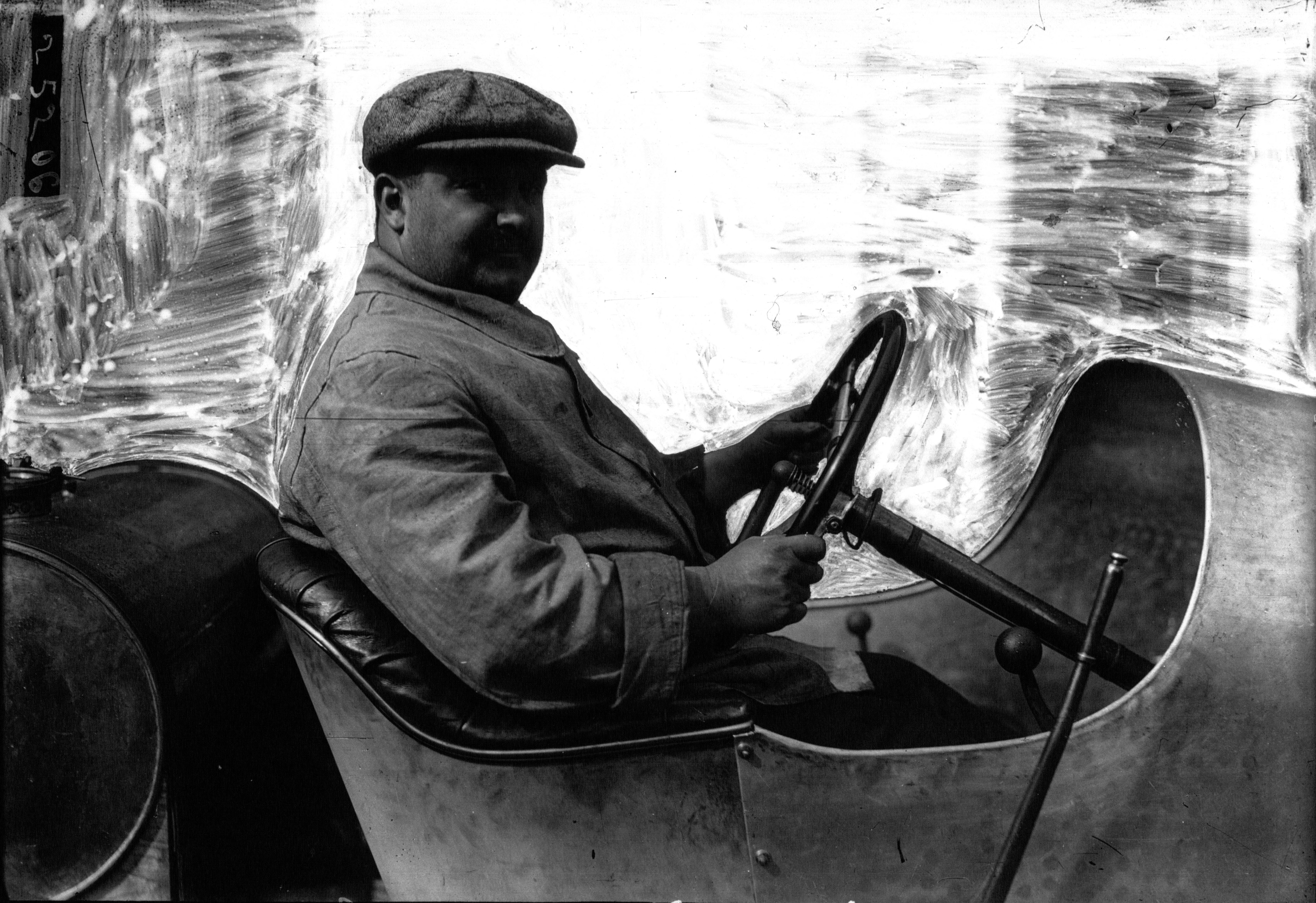
Paolo Zuccarelli au GP de France en 1912 à Dieppe.

Paolo (Paul) Zuccarelli (24 août 1886 à Milan en Italie - 19 juin 1913 à Marcilly-la-Campagne en France) est un pilote automobile italien. Son nom est indissociable de ceux des pilotes Jules Goux et  Georges Boillot, ainsi que de celui de l’ingénieur Ernest Henry, avec qui il forma la célèbre équipe Peugeot dite des « Charlatans ».

## Biographie
Après des études à l’École des Arts et Métiers de Brescia où il obtint son diplôme d’ingénieur, et un rapide passage chez le constructeur Florentia, il entre à l’usine Hispano-Suiza en 1909, et débute en compétition au mois de mai, à la Coupe de Catalogne à Sitges, en catégorie « Voiturettes ».
Au contact de Marc Birkigt, le père des Hispano-Suiza, ses talents de pilote et de metteur au point se révèlent au grand jour, il mène la course, devant les Lion-Peugeot, pendant 3 tours avant d’abandonner, en panne d’embrayage ; il finira à la 6e place à la Coupe des Voiturettes, en juin, à Boulogne.
Il vient se fixer en France en 1910. 
Toujours chez Hispano-Suiza, en mai, il finit 3e de la Coupe de Catalogne, derrière les deux Lion-Peugeot, alors imbattables. En septembre, il gagne la Coupe d’Ostende, devant Georges Boillot (Lion-Peugeot). Le 18 septembre il gagne la Coupe des Voiturettes au Circuit de Boulogne devant Jules Goux (Lion-Peugeot), troisième son propre équipier Jean Chassagne. Ce sera son dernier résultat en tant que pilote pour Hispano-Suiza, car ce constructeur se retire de la compétition à la fin de l’année 1910.
En 1911, il est engagé par Lion-Peugeot pour remplacer le pilote Giosuè Giuppone qui vient de trouver la mort à la Coupe des Voiturettes de Boulogne, en septembre 1910,  et se retrouve à côté de ses adversaires de la veille, Jules Goux, Georges Boillot, et René Thomas, il débute par un accident à la Coupe des Voiturettes, à Boulogne au mois de juin, puis de classe 2e à la Coupe d’Ostende au mois de novembre, derrière son équipier Jules Goux.
Début 1912, cette équipe de pilotes ayant réussi à convaincre Robert Peugeot de se lancer dans la création d'une nouvelle voiture de course, George Boillot fait appel à l’ingénieur suisse Ernest Henry pour la concrétisation et le développement de ce projet qui doit se dérouler, selon les conditions de Robert Peugeot, en dehors de l'usine, et dans le plus grand secret.
Cette nouvelle équipe d’usine, qui sera surnommée les « Charlatans » par les cadres technique de chez Lion-Peugeot (appelés eux « les Sorciers »), aura pour but la création et le développement d’une toute nouvelle voiture de course, moderne, d’une cylindrée raisonnable, en opposition aux « monstres » que les autres constructeurs fabriquaient, et que les « Sorciers » mettront en chantier, puis abandonneront après comparaison des résultats, pour 1912.
Il est de cette équipe celui qui sera, de par sa formation et ses connaissances techniques, le plus apte à seconder Ernest Henry afin de concrétiser les idées novatrices du groupe qui déboucheront sur la création des modèles L76, de formule libre, et L3 en formule 3L, et leurs dérivés EX3 et EX5, dont l’architecture moteur révolutionnera à jamais l’histoire de l’automobile.
Le 25 et 26 juin 1912, engagé Grand Prix de l’ACF, à Dieppe, avec la L76, il est contraint à l’abandon sur un problème d’allumage, la victoire revient à son équipier Georges Boillot.
Le 9 septembre 1912, à la Coupe de la Sarthe couru au Mans, il finit en 2e position toutes catégories avec la L3, derrière le vainqueur  Jules Goux qui pilotait la L76. Le record du tour est signé par Boillot avec la 2e L76 dans cette même course, que René Champoiseau termine troisième. Zucca, diminutif dû à ses coéquipiers et repris dans la presse de l’époque, y gagne la Coupe de la Sarthe en catégorie Voiturettes, avec la L3 en signant au passage le record du tour (Champoiseau deuxième des voiturettes). 
L’équipe des « charlatans » décrochera en tout 6 victoires en cette seule année, écrasant toute la concurrence européenne de l’époque.
En mai 1913, l’équipe Peugeot traverse l’Atlantique avec deux pilotes, Zuccarelli et Goux, pour courir les 500 miles d’Indianapolis, avec les L76 de formule libre à cylindrée ramenée à 7.3L.
La technique mise en place par Zuccarelli qui doit servir de lièvre et forcer les autres concurrents à la casse fonctionne à merveille, c’est la casse d’un roulement de roue, suivi d’un début d’incendie, qui le force à abandonner à son tour, non sans avoir au passage battu le record du tour en course, ouvrant la voie triomphale à son coéquipier Jules Goux.
Il se tue le mois suivant, le 19 juin, avec très probablement son mécanicien Fanelli, au cours d'une séance d'essais sur route de la Peugeot type EX3 prévue pour courir le Grand Prix de France à Amiens le 12 juillet suivant, où ses coéquipiers finiront 1er et 2e. Ces essais se déroulaient sur la route d’Évreux qui n’était pas fermée à la circulation, sur la ligne droite de Nonancourt au niveau du territoire de la commune de Marcilly-la-Campagne dans l’Eure, lancé à grande vitesse, il ne put éviter une charrette de foin qui déboucha perpendiculairement d’un chemin et qui lui coupa brusquement la route. Une stèle est érigée à l’endroit exact de l’accident (GPS 48° 49′ 44,77″ N, 1° 11′ 04,96″ E).